# Уручник
Уручник e защитена местност в България. Намира се в землището на село Бързия, община Берковица.
На 9 февруари 1973 г. е създаден резерват „Уручник“ с цел „опазване на естествени смърчови, буково-смърчови и букови насаждения в горната планинска зона на Стара планина“. На 23 октомври 1992 г. е прекатегоризиран в защитена местност. Има площ от 51,23 хектара.